# Hawaiivråk
Hawaiivråk (Buteo solitarius) är en fågel i familjen hökar inom ordningen hökfåglar.

## Utseende och läte
Hawaiivråken är en medelstor och kompakt vråk med breda vingar. Färgsättning varierar från helmörk till vit under och mörk ovan. Arten är den enda vråken i sitt utbredningsområde. Lätet är ett ljust och fallande "keeer". 

## Utbredning och systematik
Hawaiivråken förekommer endast i Hawaiiöarna. Den behandlas som monotypisk, det vill säga att den inte delas in i några underarter.

## Levnadssätt
Hawaiivråken förekommer i tät skogs, skogskanter och plantage. Den jagar fåglar, gnagare och stora insekter bland träden och på marken. Ibland kan den ses kretsa ovan trädtaket.

## Status
Hawaiivråken har ett mycket begränsat utbredningsområde och populationen är liten, uppskattat till 1700–2500 vuxna individer. Beståndet tros dock vara stabilt. IUCN kategoriserar arten som nära hotad.

## Bilder

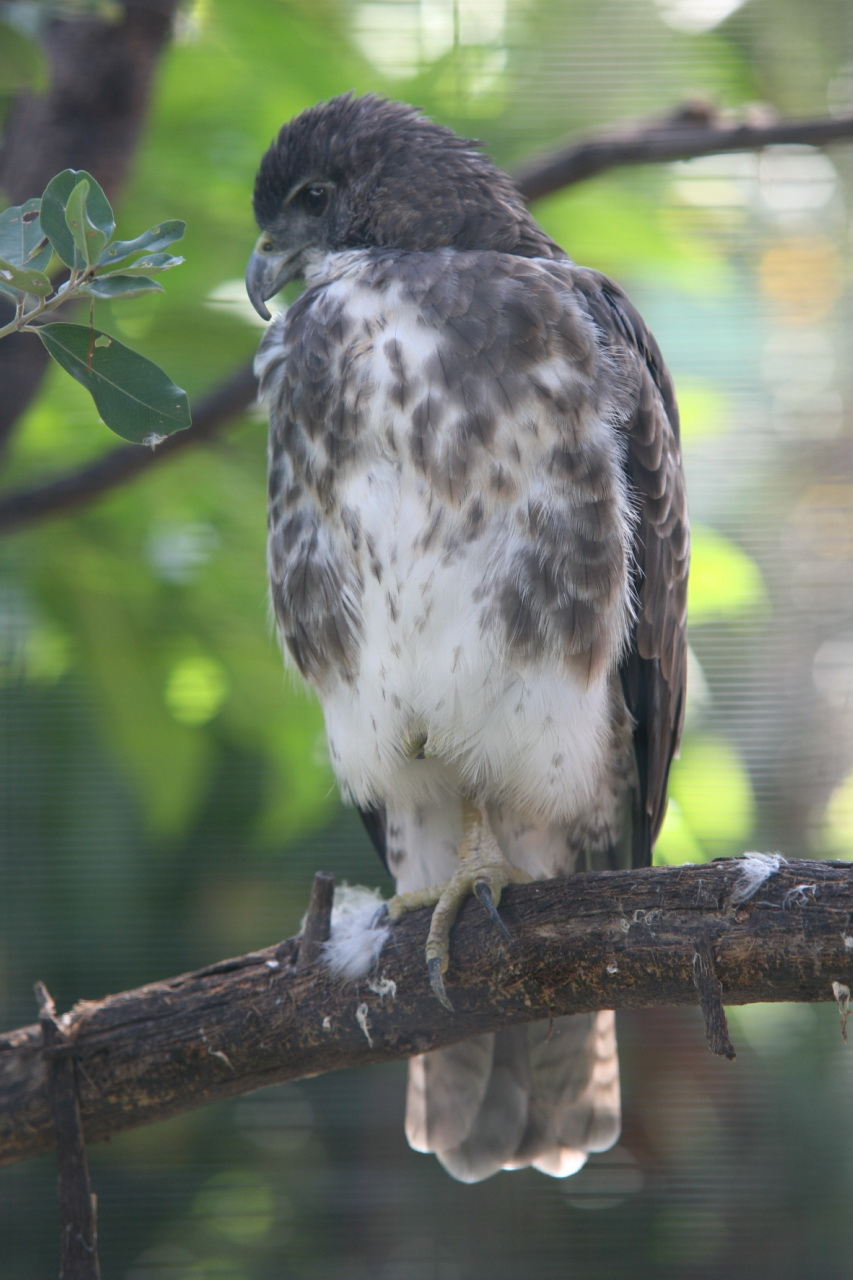
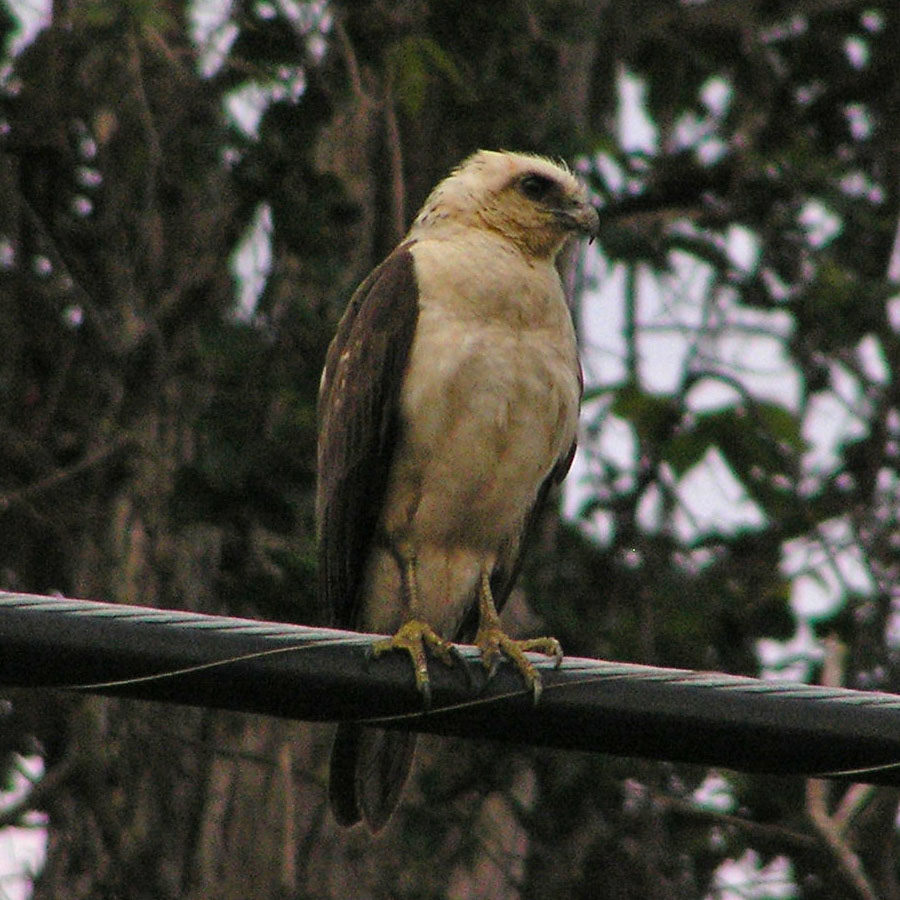
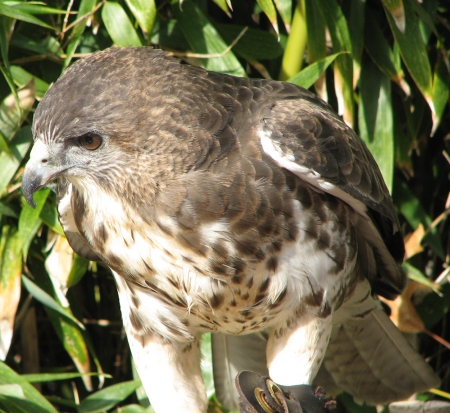
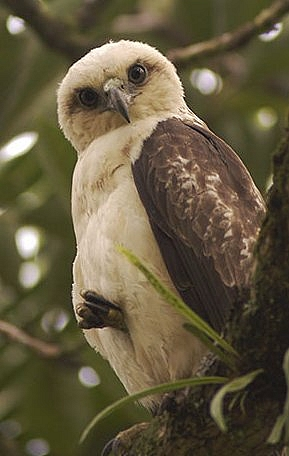
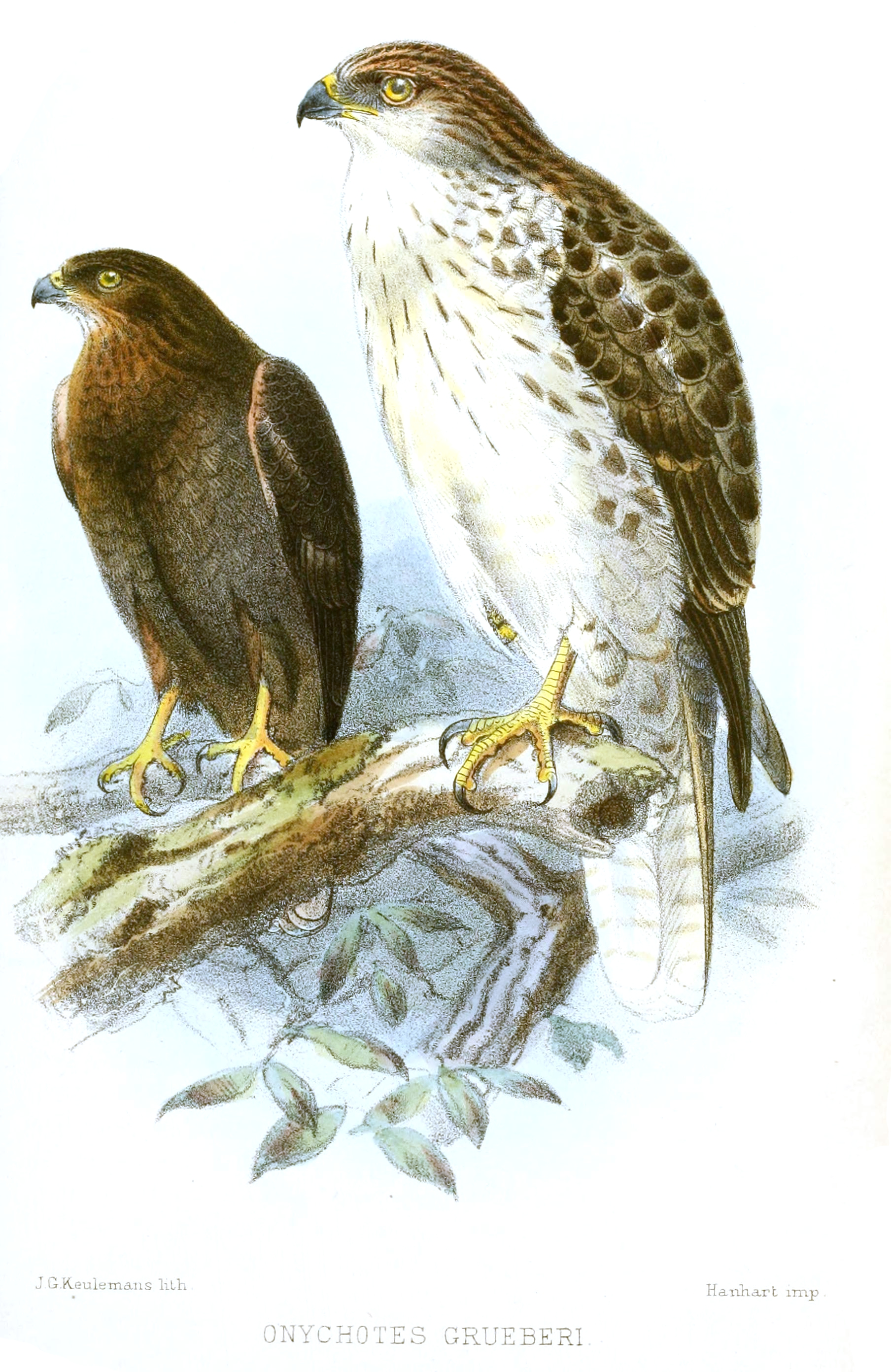